# Calathea saxicola
Calathea saxicola là một loài thực vật có hoa trong họ Marantaceae. Loài này được Hoehne mô tả khoa học đầu tiên năm 1915.